# Tyesz-hemi járás

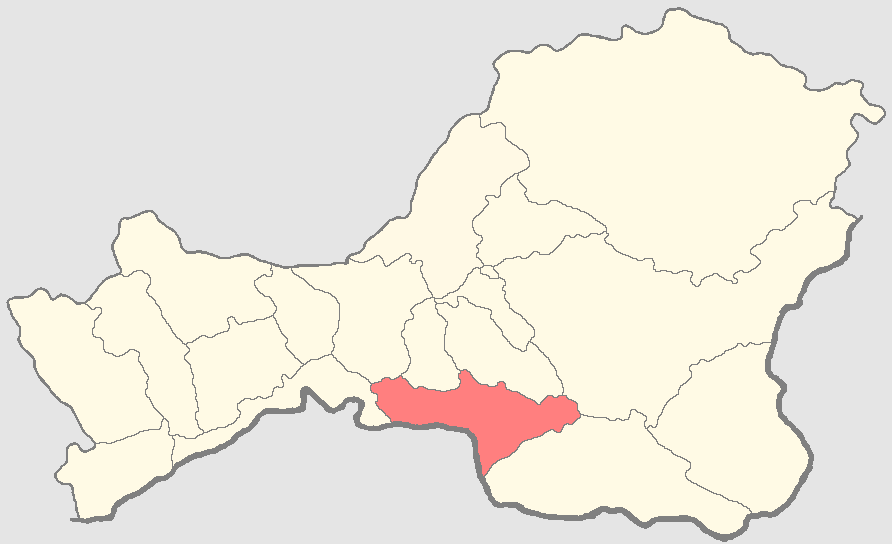
A Tyesz-hemi járás a Tuva Köztársaságban

A Tyesz-hemi járás (oroszul Тес-Хемский кожуун, tuvai nyelven Тес-Хем кожуун) Oroszország egyik járása a Tuvai Köztársaságban. Székhelye Szamagaltaj. Nevét a Tyesz-Hem folyóról kapta.

## Népesség
- 1989-ben 10 413 lakosa volt.
- 2002-ben 8 908 lakosa volt.
- 2010-ben 9 596 lakosa volt.